# FR-метод

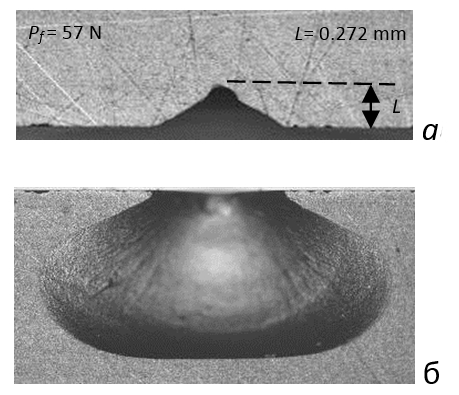
Рис. 2. Шрам скола, образовавшийся на кромке образца нитридной керамики: вид в
направлении индентирования (а) и вид в направлении боковой поверхности образца (б) при нагрузке на индентор P_{f} = 57 Н и расстоянии разрушения L = 0, 272 мм.

FR-метод — это микро метод скалывания кромки образца, который обеспечивает определение сопротивления хрупких материалов разрушению путём скалывании острой прямоугольной кромки образца с помощью конического стандартного индентора Роквелла (Рис 1):
При этом на кромке образца образуются шрамы сколов (Рис 2), используемые для определения основного экспериментального параметра таких испытаний — величины расстояния разрушения L. Значение сопротивления разрушения при скалывании кромки образца FR (fracture resistance) равно отношению величины усилия, приложенного к индентору и вызвавшего скол кромки образца Pf, к величине расстояния разрушения L. Преимуществом таких механических испытаний является простота их выполнения и ограниченные затраты расходуемого материала, а также возможность использования прямоугольных кромок изделий при их выполнении.